# ダーバー
ダーバー（Durbar）はフランスのサラブレッド。同世代の中でフランスの最強馬ではなかったが、渡英してイギリスダービーに挑み、3馬身差で勝った。ダーバーの祖先にはイギリスの血統書に登録されていない馬が含まれていることから、その血統を巡って論争が起きた。ダーバーは第一次世界大戦のために、競走からの引退を余儀なくされた。
なおダーバーは、イギリスやアメリカに同名馬がいたので、英語文献では「ダーバーII（Durbar II）」と表記されることが多い。

## 背景
ダーバーは体高 15ハンド3インチ（63インチ≒160センチメートル）で、三白流星 のサラブレッドである。アメリカ人のハーマン・B・デュリエがフランスで生産し、デュリエがそのまま馬主となった。
デュリエはニューヨークで競走馬の生産と所有を行っていたが、1908年にニューヨーク州で賭博を禁止する法律（ハート＝アグニュー法）が成立して多くの競馬場が閉鎖を余儀なくされたために、仲間とともにヨーロッパへ競馬の本拠を移したのだった。
アメリカ血統の流入に対抗するため、すぐにイギリスの競馬界はジャージー規則という新しい規程を設けた。これは、その馬の血統表に登場する全ての祖先馬がイギリスの『ジェネラルスタッドブック』に収録されている馬に遡ることができなければ、その馬をサラブレッドと認めない、というもので、アメリカで成功している多くの競走馬が該当するものだった。ダーバーの母アーミニア (Armenia) には血統不詳の祖先馬がいるため、ダーバーはジャージー規則に抵触し、「半血」の烙印を押されることになった。

## 競走馬時代

### 2歳時（1913年）
ダーバーは1913年に4戦し、いくらか能力の片鱗を見せたものの、勝ちを得られなかった。4着が2回と、この年の最終戦であるプレステージュ賞 (Prix Prestige) で3着したのが最高の成績だった。

### 3歳時（1914年）
ダーバーの1914年の春シーズンは非常に使い詰めのスケジュールで、フランス国内で6戦した。
まずは2000メートルの競走を2連勝し、ラグランジュ賞に挑んだ。ラグランジュ賞 (Prix Lagrange) はサルダナパルが勝ち、ダーバーは2着に入った。次にダーバーはビエンナル賞 (Prix Biennal) を勝ち、ノアイユ賞（2400メートル）も勝った。次走は距離が短くなって1600メートルのプール・デッセ・デ・プーラン（フランス2000ギニー）に出たものの、スタートで後手を踏んで着外に敗れた。

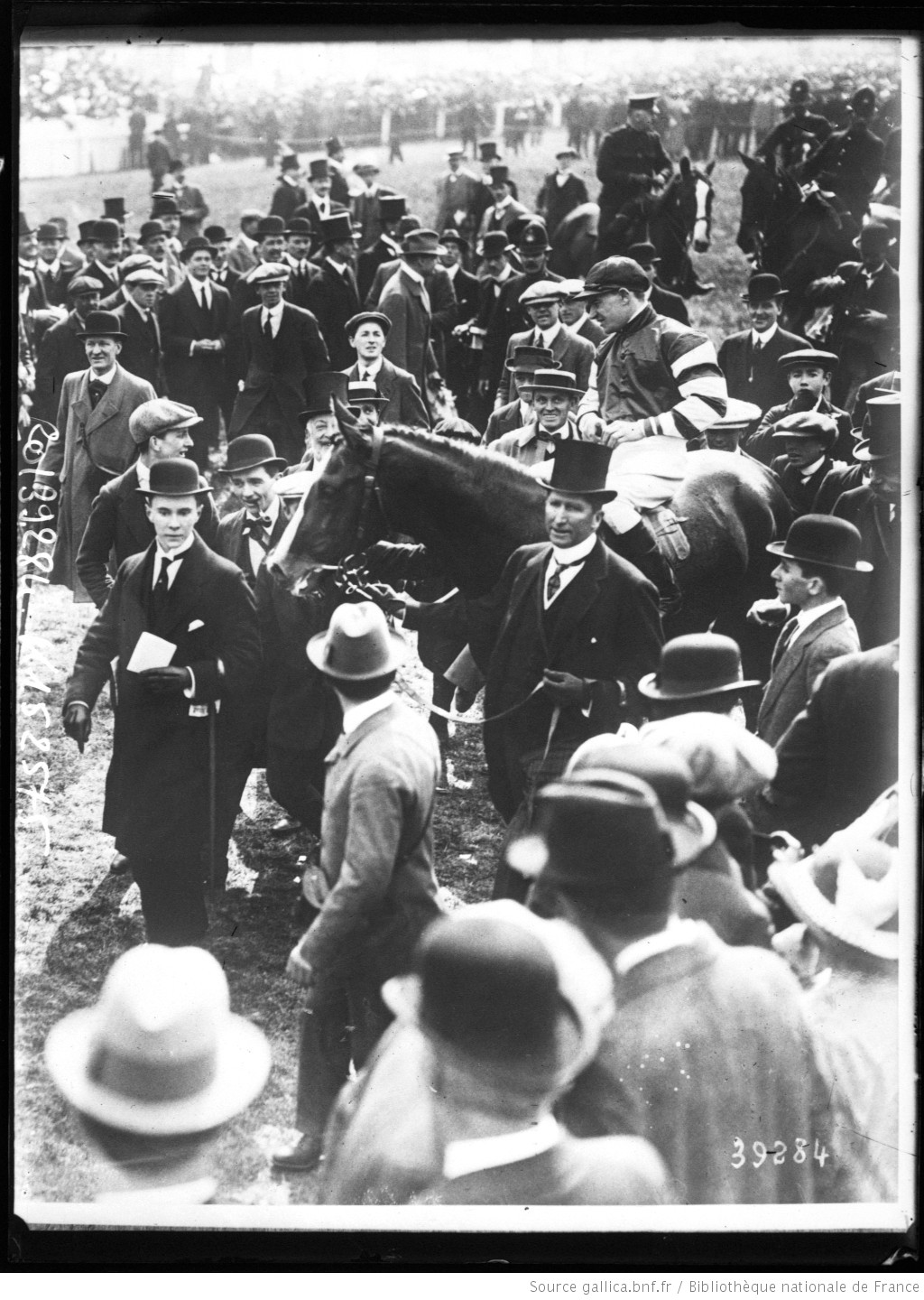
1914年5月27日、エプソム競馬場にて。鞍上はマット・マクギー、手綱を曳いているのが馬主のハーマン・B・デュリエ。

このあと、ダーバーはイギリスダービーを目指してエプソム競馬場へ向かった。ダービーには、史上最多の部類になる30頭が出走し、ダーバーの単勝馬券は21倍になった。出走馬がこれほど増えたのは、「ダメもと」で登録した馬の登録料の合計が巨額になったからで、それを狙って「ダメもと」で出走するものが多かったからだと、当時の新聞は伝えている。
前年（1913年）のダービーでは、女性参政権論者エミリー・デイヴィソンが競走中に乱入し、最終コーナーで国王所有のアンマー (Anmer) の頭絡を掴んで落馬させるという事件が起きたが、1914年のダービーも女性参政権論者のエイダ・ライス (Ada Rice) の妨害によってスタートが大幅に遅延した。この女性参政権論者は、ダービーの発走寸前に、走路を警備していた警官の足を銃撃した。空砲だったが、警官の制服が焦げ、警官は軽傷を負った。このために発走が20分以上も遅れた。2000ギニーの優勝馬でダービーでも本命になっていたケニーモアは気性の荒い馬で、さんざん待たされたせいでイレ込んでしまい、他馬を蹴り始めた。
ダーバーの騎手は、フランスを本拠とするアメリカ人騎手のマット・マクギーだった。マクギー騎手は、道中半ばでダーバーを先頭に立たせると、そのまま3馬身差で逃げ切った。2着と3着にも人気薄のハプスバーグ（Hapsburg、単勝34倍）とピーターザハーミット（Peter the Hermit、単勝101倍） が飛び込んで大波乱となり、競馬場の大観衆は声も出せずに固まったままだった。勝ったダーバーはフランス産馬でフランス調教馬だったが、馬主がアメリカ人だったので、アメリカではアメリカ馬が優勝したかのように沸き返った。

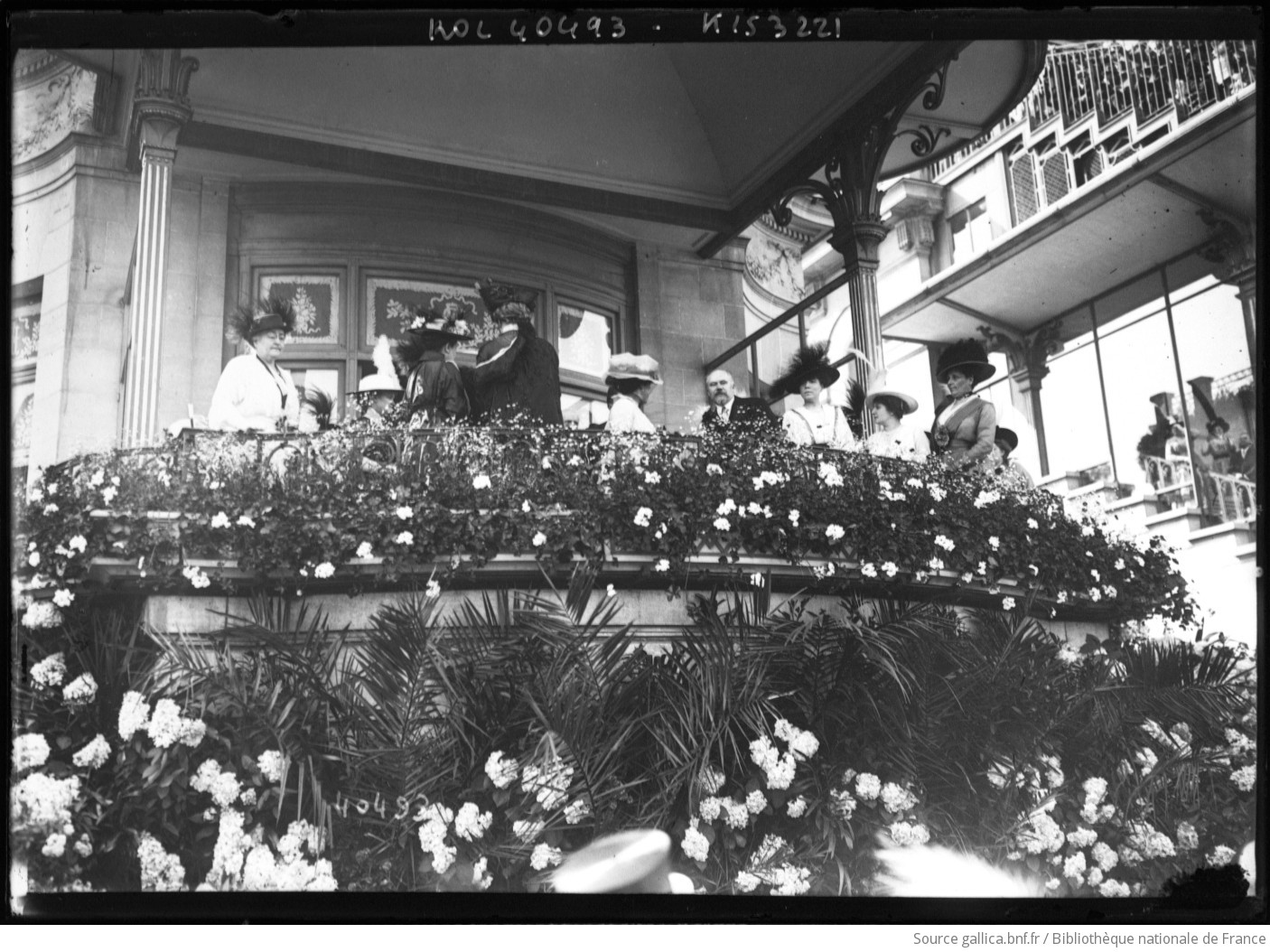
1914年6月28日のパリ大賞典をロンシャン競馬場の貴賓席から観戦するレイモン・ポアンカレ大統領。

エプソムでの勝利の後、ダーバーはフランスへ帰国して2度出走したが、ダーバーは優れた馬であることは示したものの、フランスの最強クラスには劣るという印象を固めることになった。というのも、シャンティイ競馬場でのジョッケクルブ賞（フランスダービー）ではサルダナパルの前に4着に敗れ、続くロンシャン競馬場でのパリ大賞典ではサルダナパルとラファリナの前に3着に沈んだのである。パリ大賞典当日（1914年6月28日）、貴賓席で観戦中のフランス大統領レイモン・ポアンカレのもとに、1通の電報が届き、それを見た大統領は執務室に向かうと、貴賓席には戻らなかった。その電報はボスニア・ヘルツェゴビナの外交官から送られてきたもので、この日、オーストリア＝ハンガリー帝国皇太子夫妻が暗殺されたこと（サラエボ事件）を急報してきたのである。まもなく第一次世界大戦が始まり、フランス国内の競馬は取りやめになった。ダーバーもこれが最後の出走になった。
ダーバーは、アフリカ系アメリカ人の馬丁に護られてパリからノルマンディーへ避難した。ダーバーは星条旗に身を包み、次のような但し書きが添えられていた。
| 「 | 英国ダービー優勝馬ダーバーである。本馬は中立である。（This is Durbar II, the English Derby winner. He is neutral） | 」 |

## 評価
ジョン・ランダル (John Randall) とトニー・モリス (Tony Morris) の共著『チャンピオンの世紀 (A Century of Champions)』では、ダーバーはイギリスダービー馬としては標準的な部類に入ると評価された。

## 種牡馬時代
ダーバーは、ひとまずノルマンディー地方のヌヴィー＝オー＝ウルムにある、馬主のデュリエが所有するギャゾン牧場 (Haras du Gazon) に繋養された。1924年にアメリカへ送られ、ケンタッキー州パリスにあるクレイボーンファームに移動した。1931年に再びメリーランド州ベル・エアにあるプロスペクト・ヒル牧場 (Prospect Hill Stud) に移った。
ダーバーのヨーロッパでの代表産駒には、レビア（Rebia、フランス1000ギニー優勝）、ダーバン（Durban、ヴェルメイユ賞）、スカラムッシュ（Scaramouche、フォレ賞）がいる。このうちダーバンはトウルビヨンを産み、トウルビヨンは種牡馬として大成功した。スカラムッシュは牡馬の中では最も活躍した産駒で、フランスでフォレ賞、ラロシェト賞など8勝（獲得賞金393,310フラン）をあげ、種牡馬としてパンタロン (Pantalon) を出した。パンタロンは南米で種牡馬として成功し、なかでもタロン (Talon) はアルゼンチンでブエノスアイレスジョッキークラブ賞 (Premio Jockey Club de la Provincia de Buenos Aires) を勝ち、のちにアメリカに渡ってサンタアニタハンデキャップやサンアントニオハンデキャップに勝った。
アメリカに渡ったあとのダーバーはこれといった活躍馬は出さないまま、21歳で死んだ。

## 血統表
| Durbarの血統         | Durbarの血統         | Durbarの血統     | （血統表の出典） | （血統表の出典） |
| 父系                 | セントサイモン系     | セントサイモン系 | セントサイモン系 | [ § 2 ]          |
| 父 Rabelais 1900年生 | 父の父St. Simon 1881 | Galopin          | Vedette          | Vedette          |
| 父 Rabelais 1900年生 | 父の父St. Simon 1881 | Galopin          | Flying Duchess   |                  |
| 父 Rabelais 1900年生 | 父の父St. Simon 1881 | St. Angela       | King Tom         | King Tom         |
| 父 Rabelais 1900年生 | 父の父St. Simon 1881 | St. Angela       | Adeline          |                  |
| 父 Rabelais 1900年生 | 父の母Satirical 1891 | Satiety          | Isonomy          | Isonomy          |
| 父 Rabelais 1900年生 | 父の母Satirical 1891 | Satiety          | Wifey            |                  |
| 父 Rabelais 1900年生 | 父の母Satirical 1891 | Chaff            | Wild Oats        | Wild Oats        |
| 父 Rabelais 1900年生 | 父の母Satirical 1891 | Chaff            | Celerrima        |                  |
| 母 Armenia 1901年生  | 母の父Meddler 1890   | St. Gatien       | The Rover        | The Rover        |
| 母 Armenia 1901年生  | 母の父Meddler 1890   | St. Gatien       | St. Editha       |                  |
| 母 Armenia 1901年生  | 母の父Meddler 1890   | Busybody         | Petrarch         | Petrarch         |
| 母 Armenia 1901年生  | 母の父Meddler 1890   | Busybody         | Spinaway         |                  |
| 母 Armenia 1901年生  | 母の母Urania 1892    | Hanover          | Hindoo           | Hindoo           |
| 母 Armenia 1901年生  | 母の母Urania 1892    | Hanover          | Bourbon Belle    |                  |
| 母 Armenia 1901年生  | 母の母Urania 1892    | Wanda            | Mortemer         | Mortemer         |
| 母 Armenia 1901年生  | 母の母Urania 1892    | Wanda            | Minnie Minor     |                  |
| 母系(F-No.)          | A4号族(FN:A4)        | A4号族(FN:A4)    | A4号族(FN:A4)    | [ § 3 ]          |
| 出典                 | 1. 2. 3.             | 1. 2. 3.         | 1. 2. 3.         | 1. 2. 3.         |